# Galactites
Galactites is een geslacht van twee tot vier tot tien soorten planten in het Middellandse Zee gebied. De naam is afgeleid van het Griekse γάλα (= "melk").

## Taxonomie
De bekendste soort in dit geslacht is Galactites tomentosus Moench. Deze soort werd reeds door Dioscorides beschreven als een eetbare distel die jong gegeten wordt, met zout in olie gekookt. Andere soorten zijn Galactites duriaei en Galactites mutabilis.
Galactites × souliei is een natuurlijke kruising tussen Galactites tomentosus en Echinops ritro.